# Dasypolia
Dasypolia är ett släkte av fjärilar som beskrevs av Achille Guenée 1852. Dasypolia ingår i familjen nattflyn.

## Bildgalleri

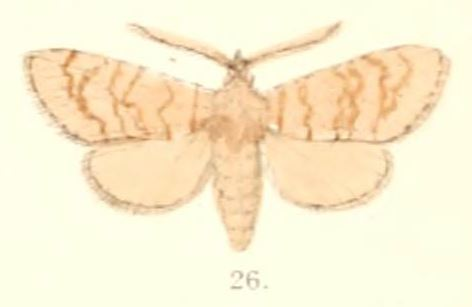
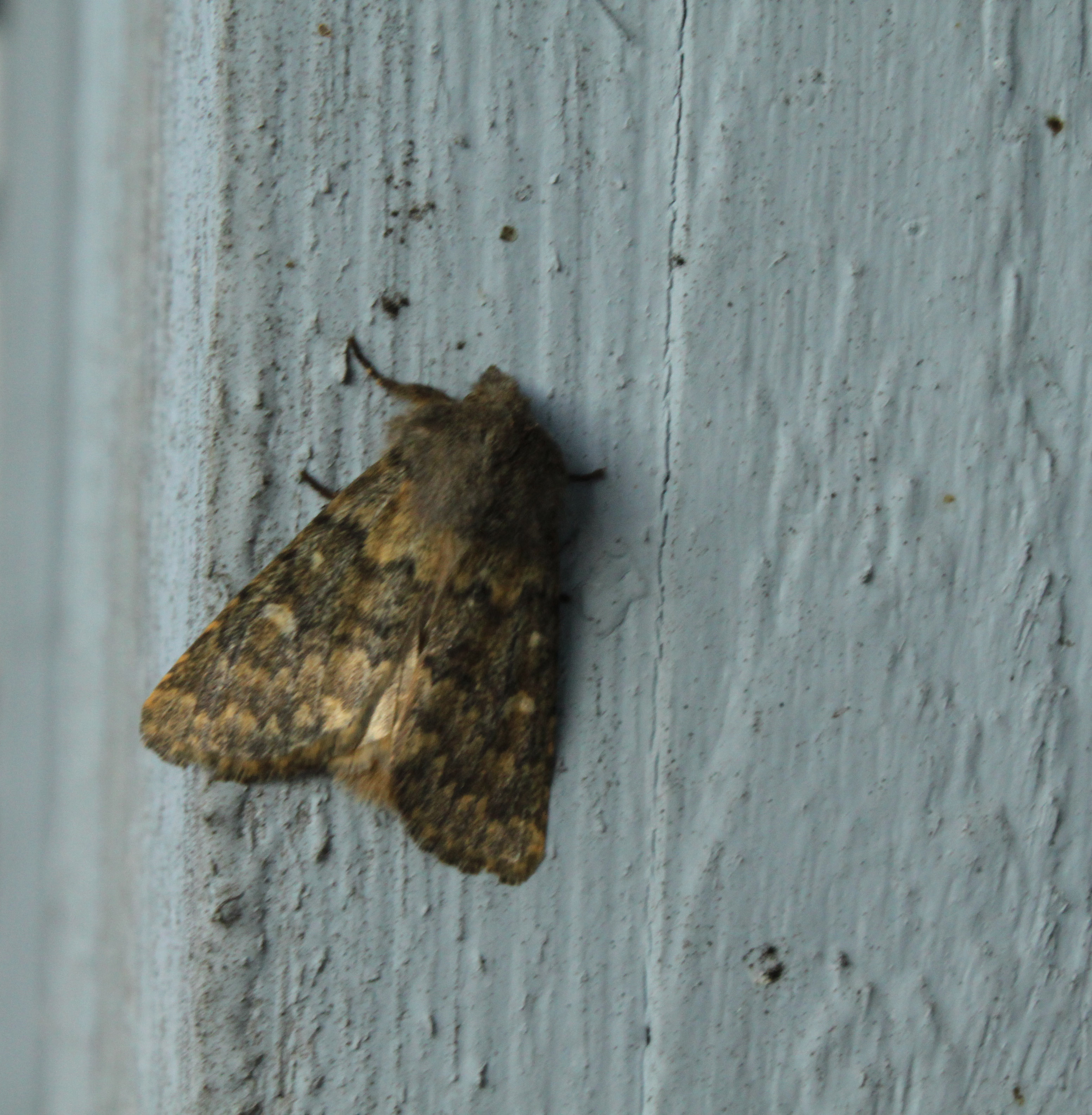
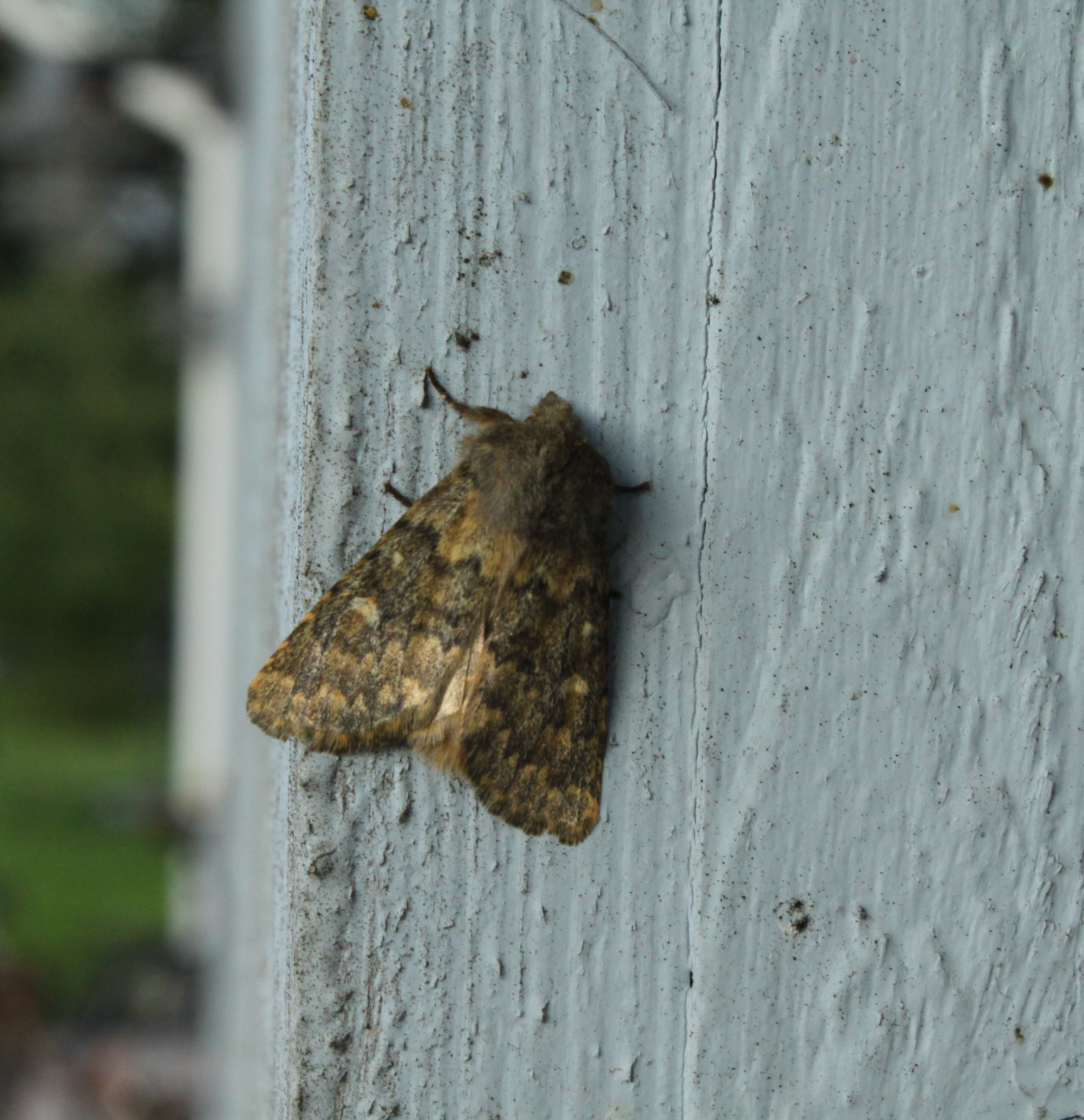
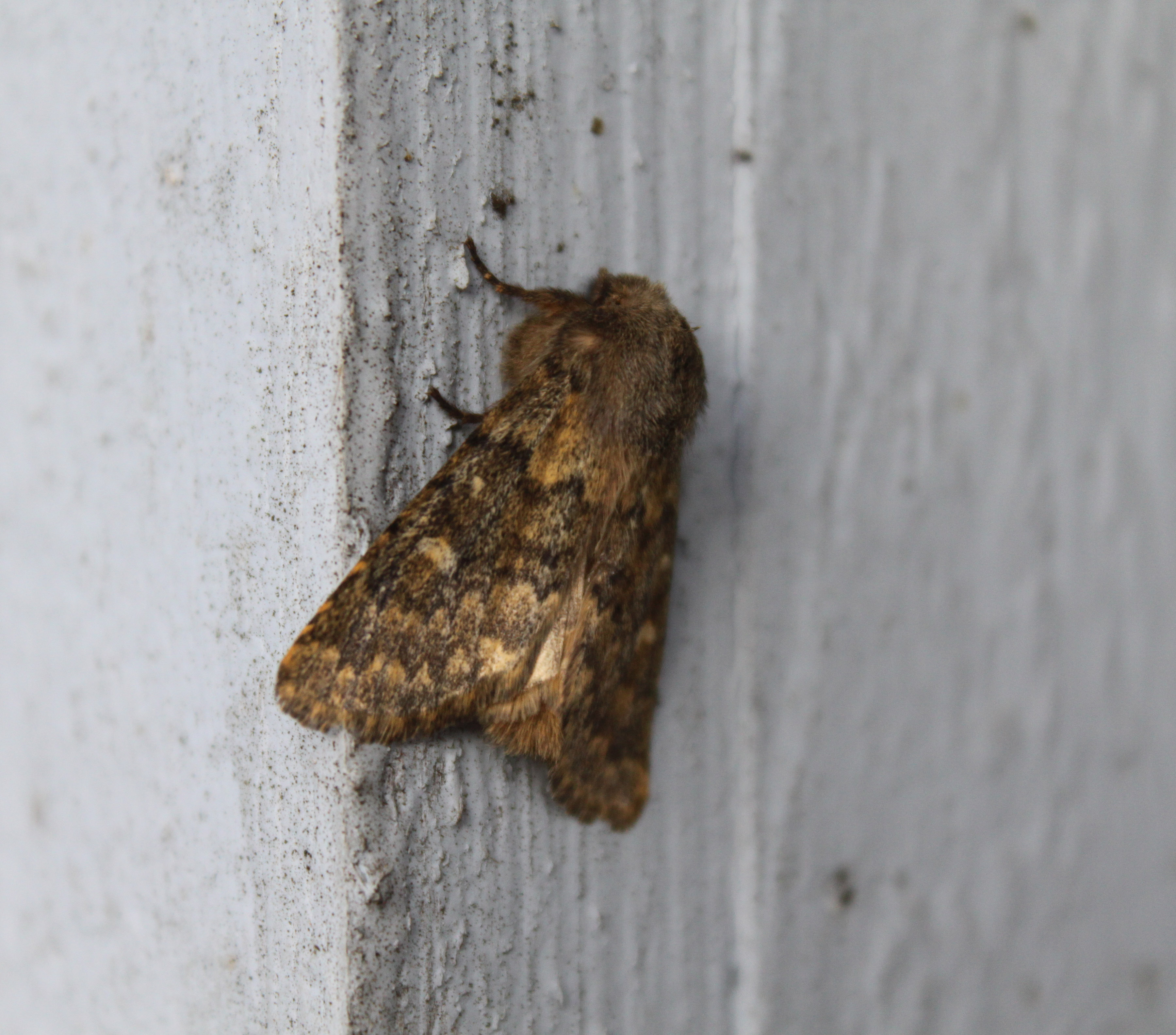
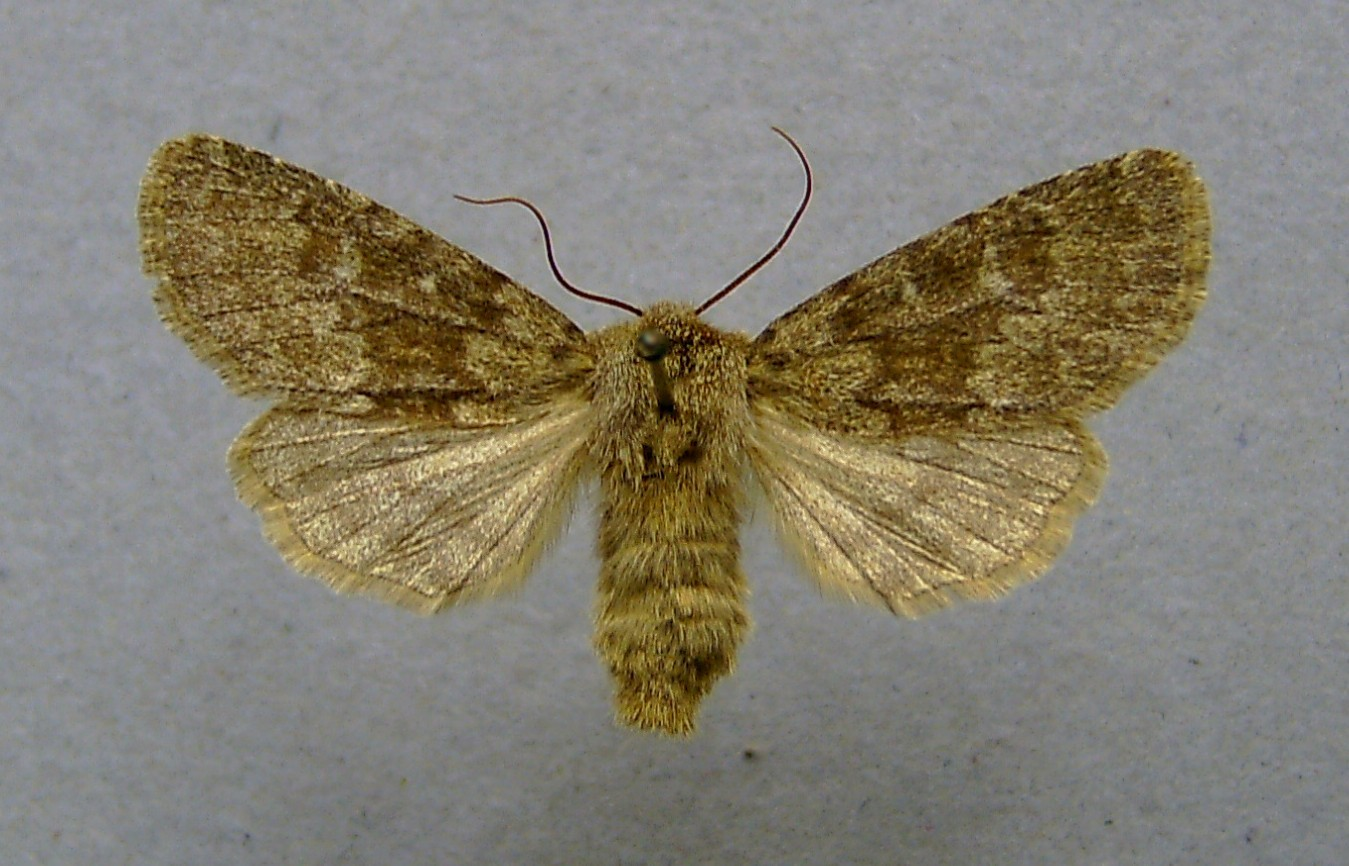
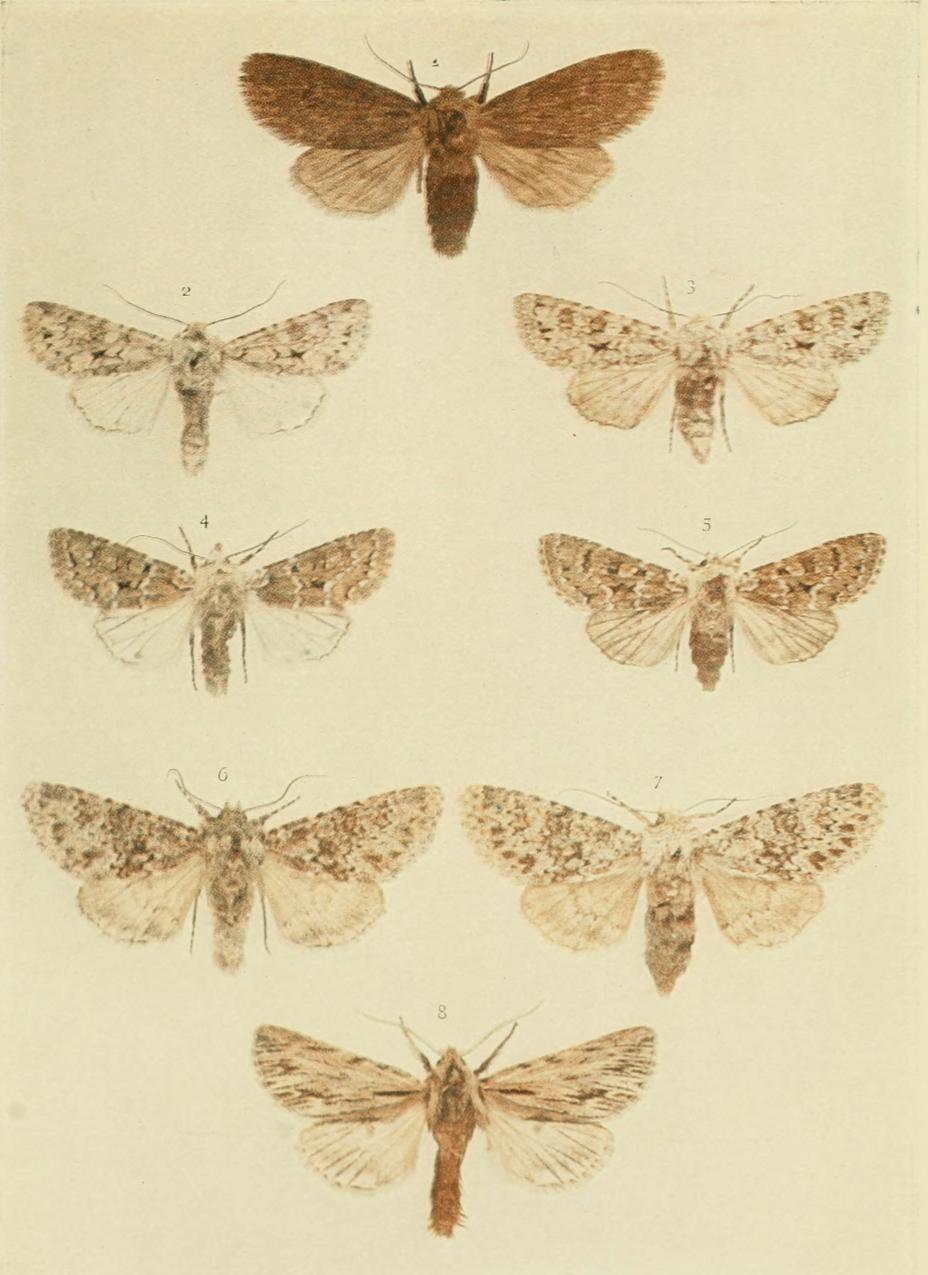

## Dottertaxa tillDasypolia, i alfabetisk ordning[1][2]
- Dasypolia afghana
- Dasypolia akbar
- Dasypolia alpina
- Dasypolia asiatica
- Dasypolia banghaasi
- Dasypolia caflischi
- Dasypolia calabrolucana
- Dasypolia eberti
- Dasypolia episcopalis
- Dasypolia eucraspeda
- Dasypolia exprimata
- Dasypolia fani
- Dasypolia ferdinandi
- Dasypolia fraterna
- Dasypolia gerbillus
- Dasypolia haroldi
- Dasypolia informis
- Dasypolia lama
- Dasypolia libanotica
- Dasypolia minuta
- Dasypolia mitis
- Dasypolia ochracea
- Dasypolia ogasawarae
- Dasypolia powelli
- Dasypolia psathyra
- Dasypolia quinta
- Dasypolia rjabovi
- Dasypolia serrata
- Dasypolia shugnana
- Dasypolia sordida
- Dasypolia suffusa
- Dasypolia taeniata
- Dasypolia templi
- Dasypolia variegata
- Dasypolia vilarrubiae